# Densité d'énergie de Planck
La densité d'énergie de Planck, ou pression de Planck, est l'unité de pression (ou de densité d'énergie) dans le système d'unités de Planck.

## Définition
L'analyse dimensionnelle montre que la pression est homogène à une force surfacique (1 Pa = 1 N/m2) comme à une énergie volumique (1 Pa = 1 J/m3).
Elle se déduit directement de la force de Planck par unité de surface de Planck :
{\displaystyle P_{\mathrm {P} }={\frac {F_{\mathrm {P} }}{S_{\mathrm {P} }}}={\frac {c^{4}/G}{\hbar .G/c^{3}}}={\frac {c^{7}}{\hbar .G^{2}}}}
où :
c est la vitesse de la lumière dans le vide,
{\displaystyle \hbar } la constante de Planck réduite,
G la constante gravitationnelle.
Sa valeur numérique est de 4,633 09 × 10113 pascals.

## Interprétation
L'interprétation en termes d'énergie volumique est beaucoup plus facile que celle en termes de force et de surface : c'est la pression créée par l'énergie de Planck concentrée dans un volume de Planck. C'est donc la pression interne à laquelle est soumise une particule de Planck, ou la pression d'un milieu en équilibre thermique à la température de Planck, l'intérieur d'une étoile de Planck.
Le concept de densité d'énergie est abondamment utilisé en relativité générale et en cosmologie car il intervient explicitement dans les équations déterminant le champ gravitationnel (les équations d'Einstein). Au niveau de la densité d'énergie de Planck, la courbure de l'espace est telle qu'il dégénère en un trou noir en chaque volume de Planck, mais ce trou noir s'évapore immédiatement en un temps de Planck.

## Énergie de fluctuation de l'espace-temps
Pour la mécanique quantique (électrodynamique quantique, chromodynamique quantique), le vide quantique est un milieu localement violent, rempli de fluctuations, dont l'effet le plus flagrant est l'effet Casimir.
Une manière d'évaluer quantitativement ces fluctuations est de modéliser le vide comme la superposition d'une infinité (dans l'espace et dans la fréquence ω) d'oscillateurs harmoniques électromagnétiques minimaux et indépendants placés à une température de zéro absolu. D'après la théorie des champs, même au zéro absolu, l'énergie mécanique quantique minimale de chaque oscillateur est :
{\displaystyle E={\frac {1}{2}}\hbar \omega ={\frac {1}{2}}{\frac {\hbar .c}{\bar {\lambda }}}}
({\displaystyle {\bar {\lambda }}} se lit « lambda bar », noté ainsi en réponse au « h-barre »).
Cette énergie minimale est à l'origine de la fameuse énergie du vide. Chaque oscillateur minimal peut être visualisé comme occupant un volume de {\displaystyle \scriptstyle V=k\cdot {\bar {\lambda }}^{3}}, où k est un facteur numérique « proche de 1 ». Par exemple, une onde peut être confinée dans une cavité réfléchissante d'une demi-longueur d'onde de côté, ce qui est le quantum minimal permettant à une telle onde de s'exprimer ; mais elle peut s’accommoder de cavités représentant des multiples de cette quantité ; pour une cavité de cette taille, l'amplitude de cette onde est alors nulle aux parois, et maximale au centre. Puisque nous ne cherchons qu'un ordre de grandeur, on peut donc dire que cette onde est confinée dans un volume de l'ordre de λ3, en éliminant les facteurs numériques proches de 1. Ceci implique que la densité d'énergie Uω correspondante pour la fréquence ω est donc :
{\displaystyle U_{\omega }={\frac {\hbar \cdot \omega }{\lambda ^{3}}}={\frac {\hbar \cdot \omega ^{4}}{c^{3}}}}
Quelle est alors la densité d'énergie totale de cette énergie du point zéro intégrée sur l'ensemble des fréquences?
Lorsqu'on intègre l'énergie des oscillateurs ainsi modélisés sur l'ensemble des fréquences possibles, jusqu'à une fréquence de coupure valant la fréquence de Planck,
Milonni montre que la densité d'énergie totale (t), du fait que le volume d'intégration varie avec la fréquence, est égale à
{\displaystyle U_{t}={\frac {\hbar \cdot \omega _{p}}{\lambda ^{3}}}={\frac {\hbar \cdot \omega _{p}^{4}}{c^{3}}}}
La formule est la même que la précédente, sauf que maintenant la fréquence prise en compte varie de zéro à la fréquence de coupure ωp. Maintenant, si l'on suppose que ω n'a aucune limite physique et qu'une fréquence électromagnétique peut être infinie, alors quand ω tend vers l'infini la densité d'énergie du vide serait également infinie. Cette approche impose alors une « renormalisation » dans un sens ou un autre.
En revanche, si l'on suppose que la fréquence maximale que l'espace-temps peut supporter est la fréquence de Planck ωp (qui est l'inverse du temps de Planck), correspondant à une fréquence de coupure :
{\displaystyle \omega _{\mathrm {P} }={\sqrt {\frac {2\pi {c^{5}}}{hG}}}={\sqrt {\frac {c^{5}}{\hbar {G}}}}={\frac {c}{\ell _{\mathrm {P} }}}}
La densité d'énergie qui en découle est alors :
{\displaystyle U_{t}={\frac {\hbar \cdot \omega _{p}^{4}}{c^{3}}}={\frac {\hbar }{c^{3}}}\cdot {\big (}{\frac {c^{5}}{\hbar {G}}}{\big )}^{2}={\frac {c^{7}}{\hbar \cdot G^{2}}}}

### La pire des prédictions
La densité d'énergie du vide est donc théoriquement la densité d'énergie de Planck, 4,633 09 × 10113 pascals.
À une telle densité d'énergie, l'espace observable serait à la température de Planck, une mousse quantique hyper-chaude dans laquelle une particule de Planck peut apparaître à chaque instant et en chaque point du fait des fluctuations quantiques.
Il est heureux que la densité observable d'énergie du vide se situe à un niveau très inférieur.
Cette densité d'énergie entraîne en principe des effets physiques, mesurables sur la courbure de l'espace temps.
Cependant, macroscopiquement, en se référant à la limite supérieure de la constante cosmologique, l'énergie du vide telle que physiquement observable a été estimée à 10−9 joules (10−2 ergs) par mètre cube.
Pour la physique théorique, cet écart, de l'ordre de 10120 entre la théorie quantique et l'observation astronomique, a été qualifié de « catastrophe du vide » : pourquoi l'énergie du vide observable ne correspond-elle pas à la valeur calculée, avec un écart impensable d'un facteur 120? Cependant, cet écart doit être relativisé, la question paraissant plutôt être « pourquoi la violence des fluctuations quantiques, probablement réalisées à l'échelle quantique, n'est-elle pas observable à notre échelle? ».
On peut remarquer que ce facteur de l'ordre de 120 est le carré du facteur 1060, récurrent lorsque l'on exprime l'hypothèse des grands nombres de Dirac dans le système d'unités de Planck.